# Tomás Cirera
Tomás Cirera (Barcelona, ¿? - ¿Gerona?, c. 17 de junio de 1642) fue un compositor y maestro de capilla español.
Fue maestro de capilla de la Basílica de los Santos Justo y Pastor de Barcelona (1628-1630) y de la Catedral de Gerona (1630-1642).

## Vida
El 15 de octubre de 1630, una vez estructurada la capilla de música de la Catedral de Gerona, el capítulo convocó oposiciones para ocupar la vacante del magisterio catedralicio. El jurado lo formaron Jaime Coll, organista del Palacio de la Condesa de Barcelona, Ludovico Méndez, organista de la Catedral de Gerona y Lorenzo Cruell, beneficiado de la misma catedral. Cirera fue el único opositor y el 17 de octubre de 1630 fue nombrado maestro de capilla –el primero que ocupó la plaza por oposición–, cargo que ejerció hasta 1642, probablemente el año de su fallecimiento. Le sucedió Jaime Vidal.
En 1633, durante estancia en la sede gerundense, formó parte del jurado de unas oposiciones, junto con Benedicto Vila, organista de la Catedral de Barcelona, y Juan Gayola, beneficiado cantor de la capilla de Gerona, para cubrir la plaza de organista de la catedral.
El 3 de octubre de 1636 fue amonestado por el capítulo por descuidar sus obligaciones: desatender la instrucción de sus escolanes y no acudir a la clase diaria de canto a la que estaba obligado. Desde entonces se pierde la pista del maestro, que debió fallecer poco antes del 17 de junio de 1642.

## Obra
Cuando el 23 de diciembre de 1645 Jaime Vidal renunció a su cargo en la catedral de Gerona, el capítulo le reclamó los papeles de música de su antecesor Tomás Cirera, que el cabildo adquirió por la suma de veinte libras. Aunque no se sabe nada del paradero de aquella producción, se conservan tres de sus obras en la Biblioteca de Cataluña:
- Tened a la justicia (1632), un villancico a 8 voces, dialogado, donde se relata una detención sin que se pueda especificar el contexto.
- Qué vienes de ver, Teresa (1634), tonada a 8 voces, dedicada al Santísimo Sacramento y se enmarca en la procesión de Corpus, haciendo referencia a su bestiario.
- A qué nos convidas, Bras, villancico a 8 voces también dedicada al Santísimo Sacramento, pero sin datar. Utiliza el texto de una letra de Góngora para combinarlo con unas coplas centrales utilizadas también en otro villancico de Juan Pujol.

Las tres obras comparten una factura muy similar: pequeños poemas polifónicos de ocho voces repartidas en dos coros, sin ninguna particella o indicación de bajo continuo, con líneas puras y expresivas cuyo ritmo sigue suavemente las inflexiones de las palabras y el sentido general del contexto. Así pues, aunque no existe ninguna seguridad de la instrumentación de estas piezas, teniendo en cuenta el cargo de organista de la capilla de Gerona, es probable que se acompañaran de órgano, aunque sólo fuera doblando las voces.